# 唐傘の才媛
『唐傘の才媛』（からかさのさいえん）は、緋鍵龍彦による日本の漫画作品。『電撃黒「マ）王』（メディアワークス発行）にて2007年12月19日発売のVol.2から2010年6月19日発売のVol.12まで連載されていた。

## 概要
ふとした理由でとある旅館に居つくハメになった主人公と、異能の才媛達との出来事を描いたホラー・ラブコメディ。

## あらすじ
数学論の博士・揖宿六助は、とある出来事の末に『細縁亭』という旅館に辿り着く。しかし、そこは女将の水落紅を始め、異能の才媛達が経営する旅館であった。六助は、なし崩しに『細縁亭』へ居つくハメとなった。

## 登場人物

### 主要人物
揖宿 六助（いぶすき ろくすけ）
本作の主人公。20代の数学論の博士だが、自分本位な性格のため、周りからはあまり評価されていなかった。また、恋愛経験もろくにないらしい。乙女とのドライブ中に彼女の猟奇癖に恐れをなして逃げ、ガス欠で彷徨った末に細縁亭に辿り着いた。しかしそこでも紅の魔法を見るなど色々な目に遭い、何をされても死なない状態にされた上で乙女の「人体解剖」を受けた末、療養のため細縁亭に居つく事となった。
作中、紅の母親が残した契約書に知らずに判を押したため、「真・細縁亭」の連帯保証人となった。
これ以降、強制的に細縁亭から出ることができなくなってしまうも、自身の仮説が評価されたことを知り脱出を試みる。マリーに乙女を人柱として捧げようとするが、手放すには惜しい程度には好きと認識して思いなおす。最終的にはマリーとの契約が破棄されたことで脱出することに成功する。この際、唐傘を借りることで魔法を一時的に使えるようになるも、契約破棄に伴い使用不可能となる。
第一話では紅の書いた魔法陣の上でのみ死なないということだったが、そのあとはどこにいても解剖されたりしているため細縁亭にいる限りは不死身な模様。毎日大なり小なり乙女に切られているらしい。なお、紅は全身をメスで刺されても死なず、九重も腹を裂かれても生きていたので、魔法陣は不死化の契約のようなものである可能性がある。
偶然細縁亭に迷い込んだと思われていたが、どうやら連帯保証人になるべくして招き入れられたらしく、彼に用意された浴衣は本来細縁亭に存在するはずのない左前のものとなっている。
水落 紅（みずおち べに）
本作のヒロイン。細縁亭の雇われ女将。和服姿の美女だが、実は魔女。唐傘を触媒に異形の化け物(水で死んだ人間たちの霊のなれの果てらしい)を召喚したり体を液化させる等、様々な魔法が使える。水害が多かった土地で人柱に捧げられていた巫女の一族らしく、そのおまけとして水に関わる魔法などが使えるようである（治水が発展して以降は人柱は捧げられていないようである）。作中、紅の母親が残した契約書を六助が勝手に書き換えた為、「真・細縁亭」の契約者となった。
魔法が使える代償に細縁亭に縛られている存在で、細縁亭が倒壊すると体調が悪化し命にも関わる。真・細縁亭に移った後、紆余曲折を経てマリーとの契約を破棄、オーナー権限を得て完全に細縁亭の主となった。契約破棄されたが、少なくとも不死化の魔法は機能しているため魔女ではあるようである。
華房 乙女（はなぶさ おとめ）
六助の後輩で、父親は大病院の院長。普段は大人しい性格だが、気に入ったものを見ると「中身を知りたくなる」衝動に駆られ、普段から携帯している医療用のメスで切り裂く猟奇癖がある（少なく見ても数十本携帯している）。所謂ヤンデレ。そのほかにも、紅が召喚した怪物を気持ち悪いと全力で迎撃したりするなど、拒絶反応でも発生する模様。衝動に駆られた時の運動能力は紅を凌駕するほどで、本当に人間かと呆れられた。六助の事が好きで、一時は彼を人体解剖しそうになる。紅の考案でその願いは叶えられ、六助が完治するまでの間、細縁亭で仲居として働く事にした。料理も担当している模様。また、紅に結婚式を邪魔されたことで横取りされたと疑ったりした。
最初は自身の性癖について、体が勝手に動いてしまうどうしようもないもので、六助を殺すくらいならひと思いに殺してくれと頼むほど悩んでいた。しかし、細縁亭で六助を切り刻むうちに開き直ったのか動物をさばくのを楽しんだり腹の中に入ろうとしたりするなど、悪化の一途をたどっている模様。最終的には居心地がいいので、六助が出て行ったあとも居着くことになる。
大学生だが、未だコウノトリが赤ん坊を運んでいると信じており、六助も一切触ったりしていないのでそちら方面はとことんウブで無知である。
九重（ここのえ）
細縁亭の仲居で、猫又の少女。普段は耳と尻尾は消せていないものの人間の少女の格好をしているが、普通の猫の姿にも戻れる。時として巨大な猫の姿にな紅を乗せる事がある。
紅に捕まって重労働を強いられているらしく、逃げ出したいと思ったりもしているが、基本的に紅には逆らえない。
六助の浴衣のことに唯一気づいており、六助が出て行ったあとに細縁亭の真相らしきものに気づき、恐れを抱いて再び逃げ出したくなったらしい。
マリー・ハンキントン
細縁亭のオーナー。褐色の肌と銀髪を持つ女神で、実体を持っているが壁を通り抜けたりできる。かつて水害が多かったころに人柱を捧げることで平穏と魔法を授けていた存在。それまで蔵の外見をした教会の中で眠っていたが、紅の素行を快く思っていない乙女と九重により長い眠りから覚めた。祈りを捧げることを求めたりするものの、仏教式で拝むと怒る。
九重曰く「天下無双の超ニート」で、普段は歩くのも面倒臭がって車椅子に乗り、人に押させて移動している。兜をかぶった巨躯に翼の生えた『神の兵隊』を召喚でき、誰であろうと問答無用で攻撃する。
細縁亭に隠されていた聖遺物にくくられており、紅がこれを燃やすことでオーナー契約を破棄し、紅に全てを譲って祖国へと帰って行った。

### その他
乙女の父親
大病院の院長で、一人娘の乙女のために今まで数人の男性をお見合いをさせてきたが、その全員を『行方不明』にさせている。唯一『行方不明』にならずに済んでいる六助を、『大病院』と『社会的地位』を条件として乙女との縁談を成立させた。しかし、紅の横槍で台無しになり、先延ばしとなる。
紅の母親
先代の「真・細縁亭」の契約者で、マリーとは古い仲。真・細縁亭を地下に封印しその上に細縁亭（仮）を建造した後、紅に女将の座を譲り旅に出ている。契約書を読んだ六助曰く「フランクな性格」。
秘書
乙女の父親の秘書で、有能な女性。今まで六助のことは放置していたが、大学の指令で出世願望があるので六助と乙女を迎えに来た。六助に協力したため超常現象に遭うが無事に帰還を果たす。

## 用語
細縁亭（さいえんてい）
山奥にひっそりと佇む純和風旅館。オーナーはマリー、女将は紅。仲居は九重などの少女達で(猫又なのかは不明)、六助の療養中は乙女もバイトとして入っている。松・竹・梅・桜の4コースがあり、宿泊費は、松コースで1泊14,000円。作中、直下型の震度8の大地震で崩壊したが、紅の母親が残した契約書を六助が勝手に書き換えたため、長らく地下に封印されていた「真・細縁亭」が地上に出てきた。
元々は最縁亭のある地域は水害の多い場所で、水害を鎮め、豊穣を祝うべく建てられた神社であり、当時たまたまこの地を訪れていたマリーが奉られ、「信仰心」で得た力でこの地を長年守ってきた。時代と共に治水技術が発達、マリーも信仰心を補うべく旅館に改築した。

## 単行本
- 緋鍵龍彦『唐傘の才媛』 メディアワークス〈電撃コミックス〉、全2巻
  1. 2009年4月27日発売 ISBN 978-4-04-867711-0
  2. 2010年8月27日発売 ISBN 978-4-04-868806-2